# Anata
Anata är ett svenskt tekniskt death metal-band från Varberg. Bandet bildades 1993. De har släppt fyra studioalbum; det senaste, The Conductor's Departure, 2006, och turnerat med band som Decapitated, Dismember och Rotting Christ.

## Medlemmar
Nuvarande medlemmar
- Fredrik Schälin – gitarr, sång (1993– )
- Henrik Drake – basgitarr (1996– )
- Conny Pettersson – trummor (2001– )

Tidigare medlemmar
- Andreas Allenmark – gitarr (1997–2008)
- Robert Petersson – trummor (1993–2001)
- Mattias Svensson – gitarr (1993–1996)
- Martin Sjöstrand – basgitarr (1993–1996)

## Diskografi

### Studioalbum
- The Infernal Depths of Hatred (1998)
- Dreams of Death and Dismay (2001)
- Under a Stone with No Inscription (2004)
- The Conductor's Departure (2006)

### Demo
- Bury Forever the Garden of Lie (1995)
- In Ecstacy of Grief (1996)
- Vast Lands of My Infernal Dominion (1997)